# Astiphromma intermedium
Astiphromma intermedium là một loài tò vò trong họ Ichneumonidae.